# Nguékhokh
Nguékhokh ist eine städtische Gemeinde im Département Mbour der Region Thiès, gelegen im Westen des Senegal.

## Geographische Lage
Nguékhokh liegt im Nordwesten des Départements Mbour, im Hinterland der touristisch bedeutsamen Petite-Côte, etwa acht Kilometer von der Atlantikküste entfernt. Nördlich der Stadt fließt der Somone nach Westen dem Meer zu. 
Nguékhokh liegt 52 Kilometer südöstlich von Dakar, 32 Kilometer südlich der Regionalpräfektur Thiès und 11 Kilometer nördlich von Mbour.

## Geschichte
Das Dorf Nguékhokh war seit 1976 Hauptort einer Landgemeinde (communauté rurale), die im Jahr 1996 aufgeteilt wurde. Der Hauptort Nguékhokh erhielt den Status einer städtischen Gemeinde (commune) und die umgebende Landgemeinde erhielt nach dem neuen Hauptort den Namen communauté rurale de Sindia.

## Bevölkerung
Die letzten Volkszählungen ergaben jeweils folgende Einwohnerzahlen:
| Jahr | Einwohner |
| ---- | --------- |
| 1988 | 7.862     |
| 2002 | 16.911    |
| 2013 | 27.033    |
| 2023 | 47.964    |

## Verkehr
Durch Nguékhokh führt die Nationalstraße N 1. Sie verbindet die Stadt nach Nordwesten mit Diamniadio, Bargny und den Großstädten der Metropolregion Dakar sowie nach Süden und Osten mit Saly Portudal, Mbour, Fatick, Kaolack, Birkelane, Kaffrine, Malem Hodar, Koumpentoum und Tambacounda und mit der malischen Grenze bei Kidira.
Über den 19 km entfernt gelegenen Flughafen Dakar-Blaise Diagne ist Nguékhokh an das internationale Luftverkehrsnetz angeschlossen.

## Persönlichkeiten
- Ismaila Diagne (* 2006), Basketballspieler